# ذئبة حمامية وليدية
الذئبة الحمامية الوليدية (بالإنجليزية: Neonatal lupus erythematosus)‏ هي حدوث أعراض الذئبة الحمامية الجهازية عند الرضيع المولود من أم مصابة بمرض الذئبة الحمراء أو الذئبة الحمامية الشاملة (بالإنجليزية: Systemic lupus erythematosus)‏، وغالبًا ما تقدم مع طفح جلدي يشبه الذئبة الحمامية الجلدية تحت الحادّة، وأحيانًا مع حدوث خلل جهازي شامل، مثل إحصار القلب الكامل أو ضخامة الكبد والطحال.
لا يعاني الأطفال من آفات جلدية عند الولادة، ولكن في بعض الأحيان يصابون بها خلال الأسابيع الأولى من الحياة. الذئبة الوليدية عادة ما تكون حميدة ومحدودة ذاتيًا.
يرتبط بالأمهات اللائي يحملن أجسامًا مضادة لـ SSA/Ro، والتي ترتبط ارتباطًا وثيقًا بشكل الذئبة الحمامية الجلدية تحت الحادّة من المرض.

## التظاهرات السريرية
يمكن أن تظهر الذئبة الحمامية الوليدية بعدد من الأعراض والعلامات. تشمل أكثر الأعراض شيوعًا تلك التي تصيب القلب والجلد. يمكن مشاهدة أعراض على مستوى الكبد والمرارة والدماغ والدم لكنها عابرة غالبًا.

### القلب
عادة ما تبدو التظاهرات السريرية في الرحم خلال الحمل، لكنها قد تظهر أيضًا بعد الولادة. تشمل أكثر المضاعفات شيوعًا درجات متعددة من حصار القلب وفرط نمو النسيج المرن الليفي للشغاف. ترتبط نسبة كبيرة من حديثي الولادة المصابين بحصار القلب الخلقي المعزول بحالات الذئبة الوليدية. يحدث حصار القلب عند وجود خلل في نظام التوصيل الكهربائي للقلب، ما يحول دون انتقال النبضات من الأذينتين إلى البطينين. يمكن أن يظهر حصار القلب على شكل بطء النبض في المرحلة الجنينية، وعادة خلال الثلث الثاني من الحمل. يمكن أن تتطور إصابة حديث الولادة من مرحلة منخفضة إلى مرحلة متقدمة من حصار القلب التاني، لكنها عادة ما تظهر بحصار قلب تام مفاجئ البدء. يعتبر فرط نمو النسيج المرن الليفي للشغاف شكلًا من أشكال اعتلال العضلة القلبية التي تحدث ردًا على أذية خلايا عضلة القلب كما يمكن أن تظهر مع خلل نظام التوصيل الكهربائي للقلب أو بدونه.
من الاختلاطات الشائعة:
- حصار القلب من الدرجة الأولى.
- حصار القلب من الدرجة الثانية.
- حصار القلب من الدرجة الثالثة (حصار القلب التام).
- فرط نمو النسيج المرن الليفي للشغاف.

اختلاطات أخرى يمكن مشاهدتها في حالات الذئبة الوليدية:
- القناة الشريانية المفتوحة.
- استدامة الثقب البيضاوي القلبي.
- التضيق الرئوي.
- عسر تنسج الصمام الرئوي.
- التحام الحبال الوترية للصمام مثلث الشرف.
- تشوهات الحاجز بين الأذينتين من نمط الثقب الثانوي.

### الجلد
يمكن ملاحظة الطفح الجلدي لدى الولادة. يشاهد بشكل شائع على الرأس والوجه، لكنه يمكن أن يظهر أيضًا على مناطق أخرى من الجسم. من الشائع مشاهدة الطفح حول العينين.
يمكن وصف الطفح بأنه مرتفع وأحمر اللون وحلقي الشكل. قد لا يكون الطفح الجلدي ظاهرًا دومًا عند الولادة لكنه يصبح قابلًا للتمييز بعد التعرض إلى الأشعة فوق البنفسجية. تملك الأجسام المضادة القادمة من الأم عمرًا محددًا. نتيجة ذلك، يستمر الطفح الجلدي عادة 6 إلى 8 أشهر، متراجعًا بعد تراجع مستوى الأجسام المضادة القادمة من الأم في الدم. لوحظ توسع الشعيرات أيضًا لدى المصابين، وقد يحدث مع الطفح حلقي الشكل أو بدونه.
أهم المظاهر الجلدية للذئبة الوليدية:
- طفح جلدي أحمر حلقي الشكل على الوجه والرأس.
- توسع الشعيرات الدموية.